# 조개치레
조개치레는 조개치레과에 속한 게이다. 제3·4 걷는다리는 짧고 서로 비슷하며 갑각 윗면에 붙어 있다. 제3·4 걷는다리로 조개껍데기를 등에 지고 다닌다. 한국·일본·중국·인도차이나에 분포한다.

## 분류
필리프 프란츠 폰 지볼트는 1824년 일본의 고유종에 대한 학명을 부여하면서 조개치레에 대해 조개치레속 일본 고유종의 의미로 Dorippe japonica라고 명명하였으나, 2008년 피터 데이비에 의해 재분류되어 별도의 속으로 인정되었다. 또한 조개치레는 일본에만 사는 고유종이 아니라, 대한민국과 중국의 해역에서도 발견된다.

## 헤이케 게 전설
사람의 얼굴과 비슷한 등딱지의 생김새 때문에, 단노우라 전투에서 패한 헤이시의 무사들이 게로 변했다는 전설이 있어, 일본에서는 '헤이케 게'(일본어: 平家蟹 헤이케가니[*])라고 한다. 1931년 미야다케 가이고츠(宮武 外骨)가 펴낸 《인면유사집(人面類似集)》에서는 헤에케가니(平家蟹), 다케분가니(武文蟹), 시마무라가니(島村蟹) 등의 이름으로 불리며 여러 가지 전설을 갖고 있다고 소개하고 있다. 다케분가니라고 불리는 전설에서는 효고에서 죽은 하타 씨의 무사들이 화생한 것이란 이야기도 있으나, 헤이케 이야기와 연관된 단노우라 전투에서 죽은 무사들의 환생이란 전설이 널리 알려져 있다.
칼 세이건은 그의 저서 《코스모스》에서 인위적 선택의 사례로 조개치레를 소개하였는데, 사람 얼굴과 닮은 게는 잡아먹지 않다보니 점점 더 비슷한 모양의 게들이 늘게 되었다고 설명한다.

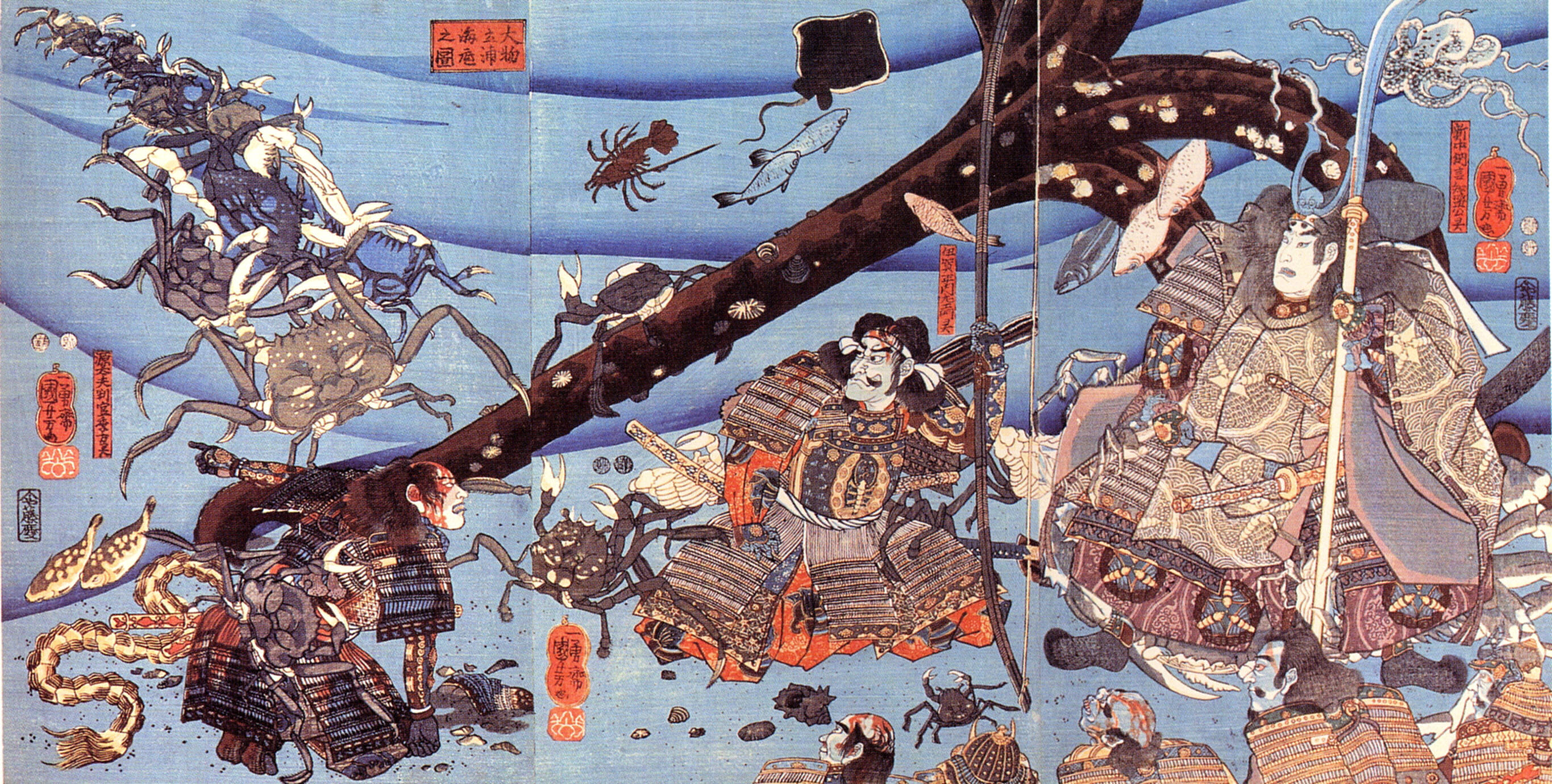
조개치레로 변하는 무사를 묘사한 그림. 우타가네 쿠니요시(歌川国芳)의 작품.